# Ichlampady, Puttur
Ichlampady là một làng thuộc tehsil Puttur, huyện Dakshin kannad, bang Karnataka, Ấn Độ.